# Forte Tenna
Il forte Tenna (in ted. Werk Tenna) è uno dei forti austro-ungarici facente parte della Fortezza di Trento (Festung Trient). Esso è situato sulla collina che divide i laghi di Caldonazzo e di Levico, nei pressi dell'abitato di Tenna, in provincia di Trento. Il forte appartiene allo "Sbarramento di Tenna" del "Subrayon III" del grande sistema di fortificazioni austriache al confine italiano.

## Posizione geografica

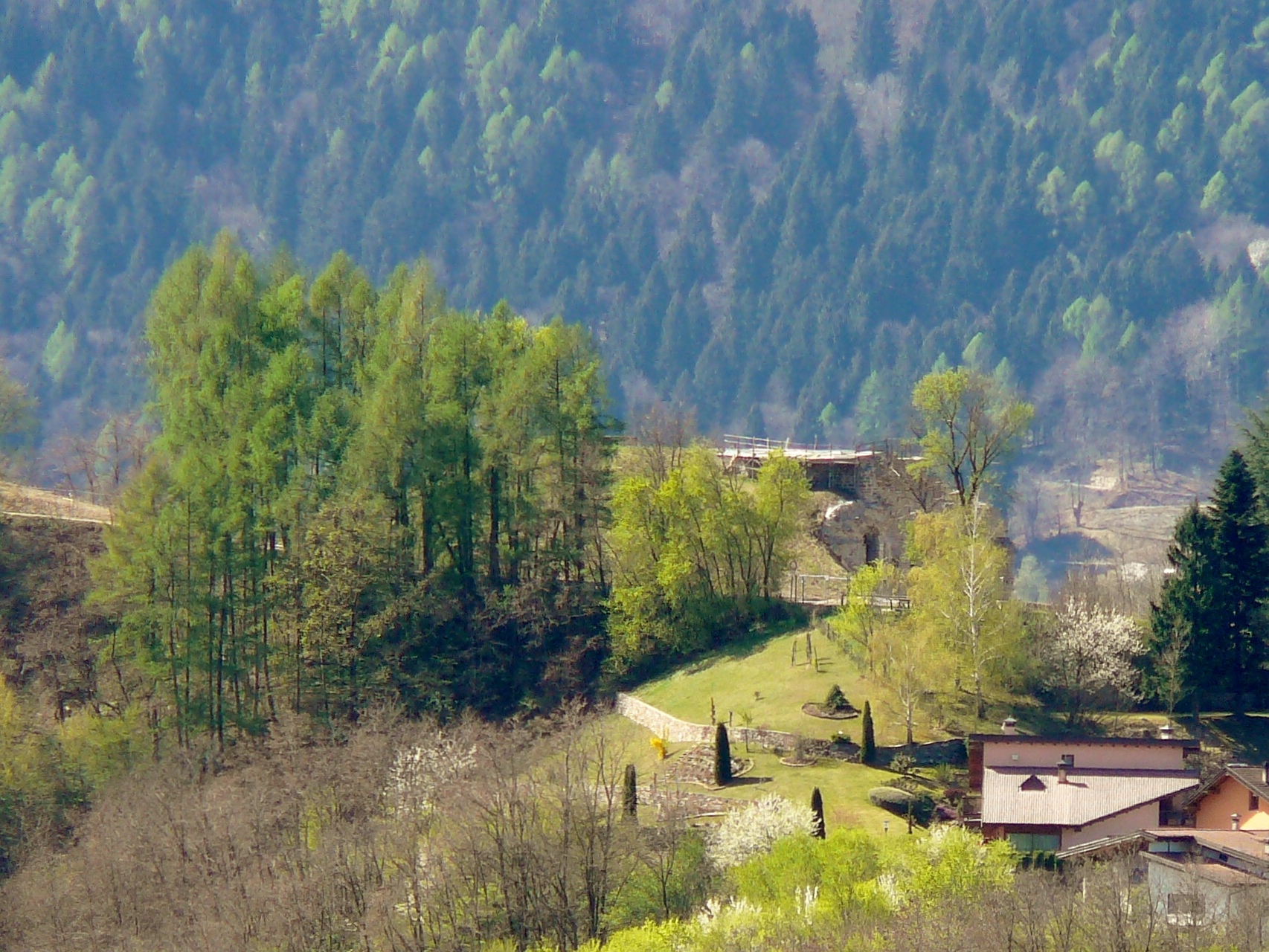
Il forte visto dal forte Col de le Bene

Il forte si trova a un'altitudine di 608 metri s.l.m., da dove domina la Valsugana e i due laghi sottostanti. Questa struttura fortificata aveva un'opera gemella, il forte Col de le Bene posto sul colle di San Biagio. Assieme garantivano la tipica chiusura a tenaglia dell'Alta Valsugana (Valsuganasperre) e della Valsorda, impedendo l'avvicinamento del nemico alla Fortezza di Trento. Inoltre riusciva a sorvegliare la strada di Monterovere (la "Strada del Menador" poi chiamata anche "strada dei Kaiserjäger") che conduceva alle fortificazioni di Lavarone e di Vezzena, oltre alla sottostante piana di Caldonazzo.

## Storia

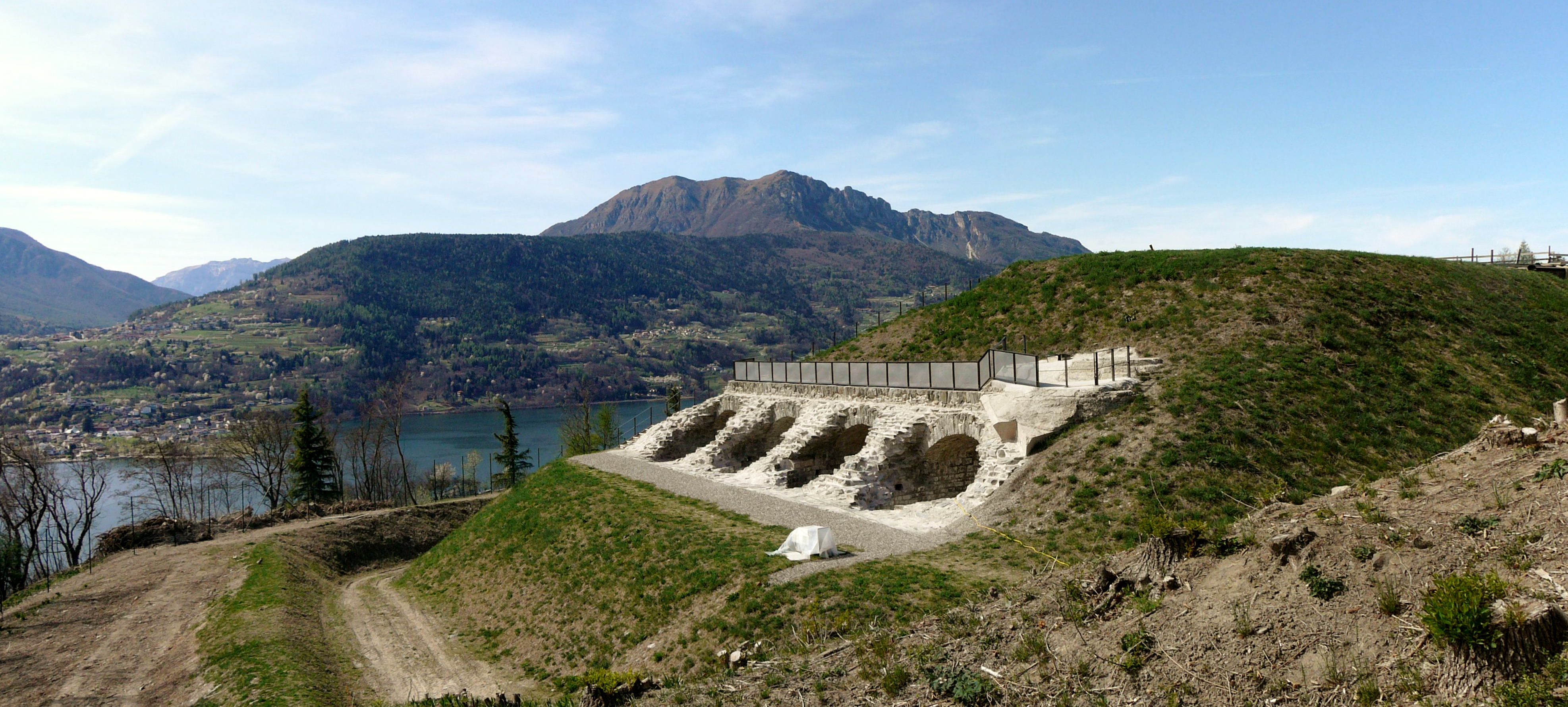
Una delle batterie del forte

Il forte fu costruito tra il 1880 e il 1882. E già risultava inadeguato.
Subito dopo l'inizio del conflitto, si decise di disarmare il forte e spostare i suoi cannoni presso la vicina chiesa di San Valentino, sostituendo i veri cannoni con altri in legno, mentre il forte rimase utilizzato solamente come osservatorio. Altra importante funzione che preservava il forte, era il collegamento tra il frontale forte Vezzena, e il Comando Superiore a Trento.
Nel 1931 fu dismesso dal Demanio Militare (R.D. 10-12-1931, n. 1704) e a seguito di regolare gara d'appalto negli anni trenta, fu acquisito per il costo di 10 000 lire da Angelo Castellani di Idro (BS). In seguito divenne di proprietà di Aldo Baruchelli, residente a Tenna, che lo regalò al comune di Tenna.
Fu inoltre privato delle sue parti metalliche, come ad esempio le tre cupole corazzate degli osservatori, mentre nel secondo dopoguerra, il forte fu adibito a stalla, a deposito di legname e utilizzato dai Vigili del Fuoco locali come palestra per l'arrampicata.

## Il restauro
Il manufatto è rimasto fino a poco tempo fa allo stato di rudere, nonostante i Vigili del Fuoco di Tenna abbiano contribuito a sistemare parzialmente la sicurezza della struttura fortificata. Dall'aprile 2009 sono partiti i lavori di recupero della struttura fortificata da parte della Provincia Autonoma di Trento. Il costo del restauro è pari a 1.100.000 Euro, il progetto è dell'architetto Cinzia Broll, mentre l'impresa che ha effettuato i lavori è la EdilTione.
Il restauro è stato completato e il forte, nelle sue nuove vesti, presentato al pubblico il 18 agosto 2012.
Il lavoro ha consentito di recuperare tutta la zona circostante al forte, attraverso la rimozione di materiale inerte con cui era stato ricoperto nel tempo il fossato e un totale lavoro di ripulitura della boscaglia circostante. Il livello del terreno è quindi stato abbassato. Internamente è stata rimossa la terra battuta accumulata nel corso di un secolo ed è stata isolata la pavimentazione con tubi di drenaggio per evitare l'umidità di risalita. La pavimentazione è stata inoltre completamente ricostruita con del battuto di cemento, ferro e legno. Anche la superficie esterna è stata isolata in modo da evitare umidità proveniente da fenomeni meteorologici. Il restauro è avvenuto in maniera conservativa, tale cioè da mantenere integro e agibile il forte senza però ricostruire le parti mancanti, demolite e utilizzate per il materiale di recupero nel corso degli anni.
È prevista la creazione di un parco urbano nella zona circostante, in modo da integrare definitivamente lo stabile nella vita sociale e comunale del paese.

## Caratteristiche

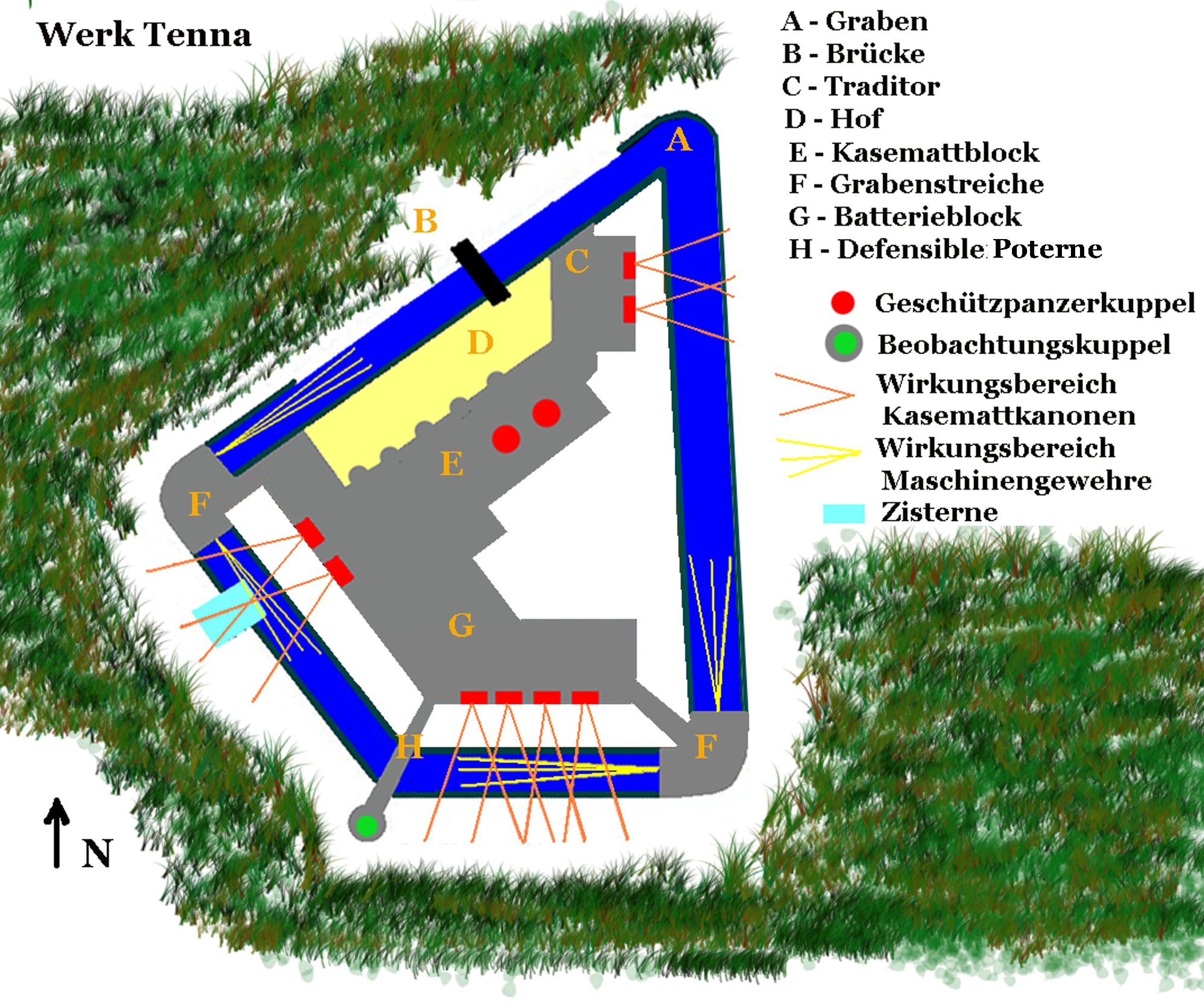
Piantina del Forte Tenna

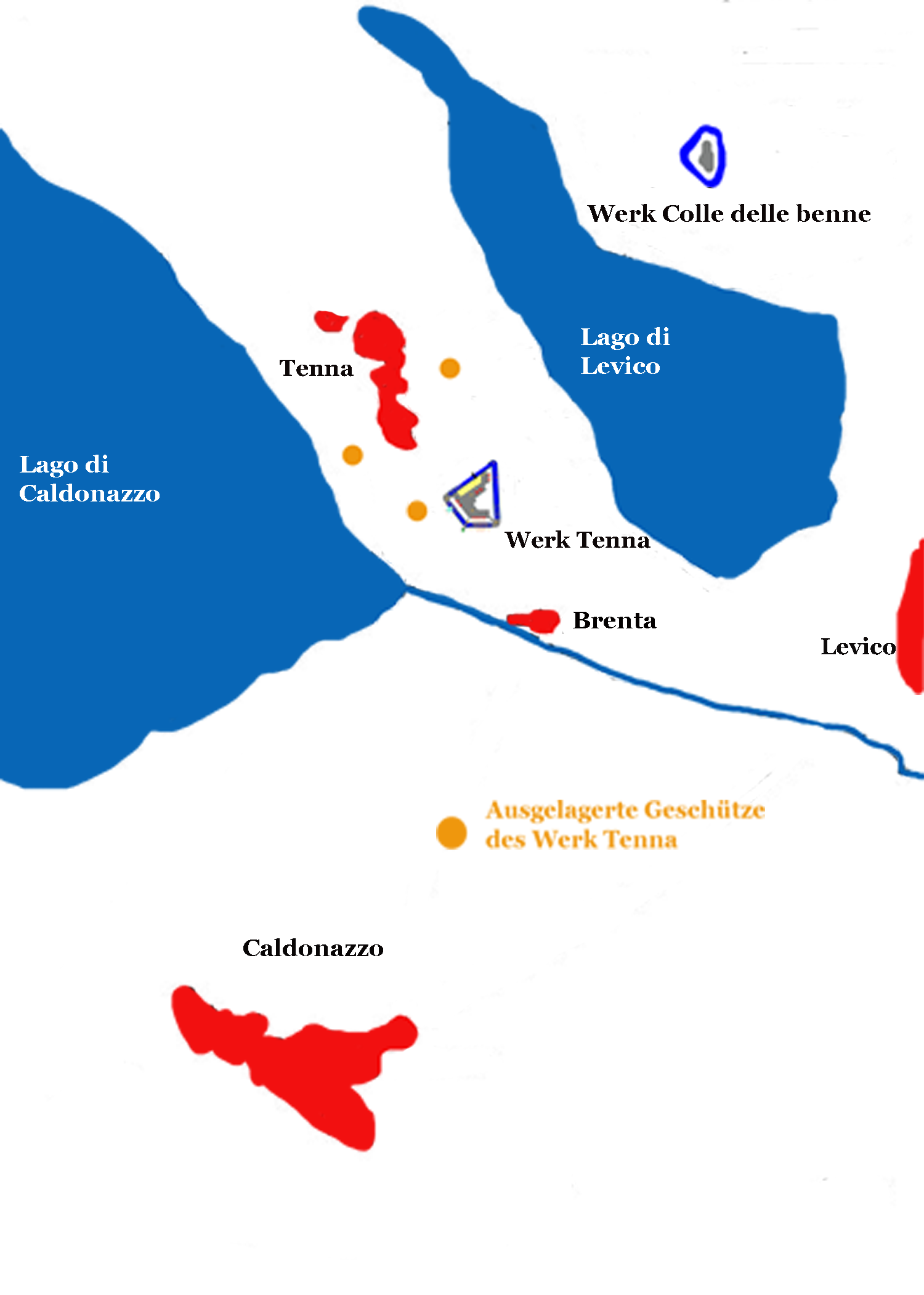
Riposizionamento delle artiglierie del forte, secondo il piano della direzione del Genio di Trento, nel gennaio 1915

Per la sua costruzione, i materiali venivano trasportati dalla piana di Caldonazzo-Levico mediante una teleferica, che partiva dalla sponda occidentale del lago di Levico. Si trattava di una teleferica costruita nel dicembre 1885, dalla Bleichert di Lipsia-Gohlis e Vienna. Essa era lunga 598 metri e superava un'altezza di 155 metri, sorretta da dieci piloncini, oltre a quelli di partenza e di arrivo.
Il forte si sviluppa principalmente su quattro livelli (di cui uno sottoterra): al piano terra si trovano i locali di servizio, mentre al piano superiore si trovano le camerate e le cannoniere. In particolare:
- 4 rivolte verso la Valsugana;
- 2 verso Caldonazzo;
- 2 verso il forte Col de le Bene.

La quarta facciata, quella anteriore, presenta tuttora quattro colonne a forma ellittica e alte 7 metri.
Il forte era di tipo scoperto, ovvero non era previsto alcun camuffamento per nasconderlo alla vista del nemico. Costruito utilizzando una muratura di pietrame, in seguito rinforzato con uno strato di calcestruzzo. Il fronte ed il tetto erano ulteriormente ricoperti da terra.
Godeva di una doppia linea di fuoco, ed era protetto tutt'attorno da un fossato e vari reticolati; solo un ponte posto a nord, permetteva l'ingresso al forte. Il fossato aveva uno sviluppo totale di 280 metri, era largo 6 m e profondo 4 m. Il forte era inoltre dotato di alcuni fari elettrici per illuminare in profondità in caso di necessità, mentre per illuminare il più vicino fossato, si utilizzavano fari all'acetilene.
Collegato telefonicamente con: Trento, forte Col de le Bene, monte Rovere e con la caserma di Levico. Per segnalazioni d'emergenza, il forte era collegato mediante segnali ottici con il forte Col de le Bene e anche con la stazione posta sul monte Celva. Come ogni altro forte, anche questo era in grado di resistere ad un assedio di un mese. Oltre alle derrate alimentari, il forte disponeva di specifiche cisterne per raccogliere l'acqua piovana. Per quanto riguarda invece la corrente elettrica, questa veniva fornita da una linea elettrica proveniente da Pergine, in grado di fornire 5 kV.
Il forte, uno degli esempi di opera fortificata di montagna del periodo di Vogl, presenta una base quadrilatera irregolare:
- il lato verso la Valsugana era lungo 92,85 metri;
- il lato con le 4 casematte era lungo 40,15 metri;
- il lato "inclinato" era lungo 45,50 metri;
- il lato d'accesso era lungo 82,94 metri.

In caso di guerra, al forte era prevista una guarnigione di:
- 7 ufficiali (1 comandante, 5 subalterni di artiglieria e 1 medico);
- 233 sottufficiali e militari di truppa (72 di fanteria, 141 artiglieri, 4 appartenenti al genio, 6 pionieri, 6 telegrafisti e 4 infermieri);

In caso di periodo di pace invece, la guarnigione consisteva in:
- 6 ufficiali (1 comandante, 3 subalterni di artiglieria, 1 ingegnere e 1 medico);
- 197 sottufficiali e militari di truppa (72 di fanteria, 109 artiglieri, 6 pionieri e 2 telegrafisti).

## Armamento
L'armamento previsto per il forte era di:
- 2 mortai corazzati da 15 cm M. 80;
- 8 cannoni da 12 cm M. 80;
- 4 mitragliatrici calibro 11 mm, su affusto leggero, per la difesa del fossato. (Posteriore 4 mitragliatrici Schwarzlose M.07/12)

In seguito i due mortai vennero sostituiti da due obici corazzati da 10 cm M. 5, posti in torrette girevoli, con un settore di tiro di 360°. Gli otto cannoni vennero invece posizionati al secondo livello ed in tre diverse casematte, dotate di feritoie ad apertura minima, ricoperte di granito su di una superficie inclinata di 30°, in modo tale da minimizzare l'angolo d'impatto del proietto. Queste erano suddivise in questa maniera:
- 2 cannoni che puntavano ad est di Levico (zona di Selva e delle Murre), con un settore di 60°;
- 4 cannoni che puntavano a sud, verso la strada di Lavarono, Monte Rovere, Vattaro, con un settore di 60°;
- 2 cannoni che puntavano a sud-ovest, verso la Valsorda, con un settore di 60°.

## Come raggiungerlo
Il forte è facilmente raggiungibile dall'abitato di Tenna, seguendo le indicazioni che portano alla via San Valentino.
Altra via è quella di risalire il colle dal lato della spianata di Caldonazzo, località Brenta, passando per la chiesa dedicata a San Valentino.